# John Bunyan
John Bunyan (/ˈbʌnjən/; được rửa tội ngày 30 tháng 11 năm 1628 đến ngày 31 tháng 8 năm 1688) là một nhà văn Anh và nhà truyền giáo Thanh giáo  được nhớ đến nhiều nhất với tư cách là tác giả của câu chuyện phúng dụ của Kitô giáo The Pilgrim's Progress. Ngoài The Pilgrim's Progress, Bunyan đã viết gần sáu mươi tiêu đề, nhiều người trong số họ mở rộng các bài giảng.
Bunyan sinh ra từ ngôi làng Elstow, gần Bedford. Cậu bé đã học ở một số trường học và ở tuổi mười sáu đã gia nhập quân đội Nghị viện trong giai đoạn đầu của cuộc nội chiến Anh. Sau ba năm trong quân đội, ông trở về Elstow và bắt đầu làm nghề hàn nồi, nghề mà ông đã học được từ cha mình. Ông đã trở nên quan tâm đến tôn giáo sau khi kết hôn, tham dự đầu tiên nhà thờ giáo xứ và sau đó tham gia vào Hội nghị Bedford, một nhóm bất tuân quốc giáo ở Bedford, và trở thành một nhà giảng thuyết. Sau khi nước Anh khôi phục quốc vương, khi sự tự do của những người bất tuân quốc giáo bị cắt giảm, Bunyan đã bị bắt và bị giam trong mười hai năm tiếp theo vì ông từ chối từ bỏ việc rao giảng. Trong thời gian này, ông đã viết một cuốn tự truyện tâm linh, Grace Abounding to the Chief of Sinners, và bắt đầu làm việc cho cuốn sách nổi tiếng nhất của ông, The Pilgrim's Progress, không được xuất bản cho tới vài năm sau khi ông được thả.
Những năm sau của Bunyan, mặc dù có một thời hạn tù khác ngắn hơn, ông đã có được thời kỳ sinh hoạt khá sung túc với nghề tác giả và nhà truyền giáo nổi tiếng, và mục sư của Hội nghị Bedford. Ông qua đời ở tuổi 59 sau khi bị ốm trong chuyến đi đến London và bị chôn ở Bunhill Fields. Tiến bộ của Người lữ hành đã trở thành một trong những cuốn sách được xuất bản nhiều nhất bằng tiếng Anh; 1.300 ấn bản đã được in vào năm 1938, 250 năm khi tác giả qua đời.
Ông được nhớ đến trong Giáo hội Anh với Lễ hội Lesser vào ngày 30 tháng 8, và vào ngày lễ kỷ niệm phụng vụ của Giáo hội Tân giáo Hoa Kỳ vào ngày 29 tháng 8. Một số nhà thờ khác của Giáo hội Anh giáo, như Giáo hội Anh giáo Úc, vinh danh ông vào ngày ông chết (ngày 31 tháng 8).